# MacAndrews (Reederei)
MacAndrews war bis 2019 die älteste noch bestehende Reederei der Welt und ein im europäischen multimodalen Containerverkehr tätiges Logistikunternehmen. Sie wurde 1770 gegründet und hatte ihren Sitz bis 2018 in London. Seit 2002 gehört sie zur CMA CGM. Zum 1. Januar 2018 wurde MacAndrews mit der ebenfalls zu CMA CGM gehörenden Oldenburg-Portugiesischen Dampfschiffs-Rhederei (OPDR) fusioniert und der Hauptsitz nach Hamburg verlegt. 2019 wurden Firmenname und Logo gelöscht.

## Geschichte
Die Reederei hat ihre Wurzeln in Schottland. Seit 1770 betreibt sie Schifffahrt an europäischen Küsten von London und Liverpool aus. Seit 1857 waren Robert MacAndrew & Co. Eigentümer der Gesellschaft, die auch Dienste der Royal Mail übernahm. Im gleichen Jahr setzten sie das erste Dampfschiff der Reederei ein, die Acor mit 315 BRT. 1917 wurde die Gesellschaft von den Nachfolgern in MacAndrews & Co. umbenannt. 1923 übernahm sie die Glynn Line Ltd. in Liverpool mit ihren zwei Schiffen. 1938 wurde der Liniendienst auf die Kanarischen Inseln ausgedehnt und ein kombinierter Passagier-/Frachtdienst nach Gibraltar und südspanischen Häfen aufgenommen. 1935 wurde die Reederei von der United Baltic Corporation übernommen; der Sitz wurde von Liverpool nach London verlegt. Die Schiffe der Reederei, die einen gelbbraunen Schornstein trugen, hatten eine Tragfähigkeit von 1200 bis maximal 3800 Tonnen.
Im Zweiten Weltkrieg wurden neun Schiffe von der Royal Navy übernommen; insgesamt zehn gingen durch Kriegshandlungen verloren. 1947 wurde der Expressdienst nach Gibraltar und Barcelona wieder aufgenommen, 1967 ein Fährdienst zwischen Southampton und Bilbao eingerichtet. 1979 wurde das letzte RoRo-Schiff, die Goya (3779 Tonnen) verkauft; die Liniendienste wurden komplett von gecharterten Schiffen übernommen.

## Integration in CMA CGM
MacAndrews betrieb multimodale Containerdienste zwischen dem Vereinigten Königreich, Irland, den Niederlanden, Belgien, Spanien, den Kanaren, Portugal, Skandinavien, Polen, dem Baltikum und Russland. Außerhalb London unterhielt sie fünf Büros in Europa. Die jährliche Beförderungsleistung betrug circa 300.000 TEU mit zuletzt 32 Schiffen und 700 LKW. Die Liniendienste überschnitten sich z. T. mit denen der OPDR, mit welcher MacAndrews im Rahmen der CMA-CGM-Gruppe kooperierte und zum Jahresbeginn 2018 fusioniert wurde. Das fusionierte Unternehmen behielt zunächst den Namen MacAndrews und war in Hamburg ansässig. Seit dem 1. April 2019 treten MacAndrews und die finnische Reederei Containerships, die ebenfalls zum Konzern CMA CGM gehört, gemeinsam unter der Marke Containerships auf. Die Büros wurden zusammengelegt.